# Jerzy Szmajdziński
Jerzy Andrzej Szmajdzinski (Wrocław, 1952. április 9. – Szmolenszk, 2010. április 10.) lengyel politikus volt, aki a lengyel szejm alelnöki tisztségét töltötte be, és korábban a Honvédelmi Minisztériumban dolgozott. A 2010-es választásokon Lengyelország elnökjelöltje volt.
A Wrocławi Közgazdaságtudományi Egyetemen szerzett diplomát. Az 1970-es és az 1980-as években a lengyel szocialista ifjúsági szövetség aktivistája volt, melynek elnöki tisztét is betöltötte 1986 és 1989 között. 1973-tól 1990-ig volt a Lengyel Egyesült Munkáspárt (PZPR) tagja. Később a lengyel szociálcemokrata párt vezetőségébe került. 1999-ben a Demokratikus Baloldali Szövetség (SLD – Sojusz Lewicy Demokratycznej)  aslelnöke lett. 
1990-ben lett a Szejm tagja, második terminusa alatt a Nemzeti Védelmi Bizottság elnöki, harmadik alatt alelnöki tisztjét töltötte be. 2001. október 19-től 2005-ig védelmi miniszter volt.
Az SLD 2009. decemberi kongresszusán pártjának elnökjelöltje lett a 2010-es lengyelországi elnökválasztásra, ahol az előválasztáson a szavazatok 11%-át szerezte meg.
58. születésnapja után egy nappal halt meg a szmolenszki légi katasztrófában, melyben Lech Kaczyński és további 94 személy vesztette életét.